# 雜司谷
雜司谷（日语：／ Zōshigaya */?）是東京都豐島區的町名。現行行政地名為雜司谷一丁目至雜司谷三丁目。

## 地理
雜司谷北鄰東池袋，東接文京區大塚，南連高田、文京區目白台，西通南池袋、目白。雜司谷靈園與都電荒川線雜司谷站皆位在豐島區南池袋。位於雜司谷內的車站有都電鬼子母神前站與東京地下鐵副都心線雜司谷站。町域內幹道沿線可見辦公大樓等高樓建築，其餘為住宅區。

## 歷史
原為北豐島郡雜司谷村。1889年，東部編入小石川區（現在的文京區），其餘地區編入巢鴨村，為小石川區雜司谷町與巢鴨村大字雜司谷。1898年，小石川區編入東京市。1932年，西巢鴨町（1918年施行町制）編入東京市，為豐島區雜司谷町1～7丁目。1966年實施住居表示，文京區側編入音羽，豐島區側北半部編入南池袋，町域縮小，因此形成現在都電停車站與靈園不在雜司谷內的現象。

### 地名由來
此地地名由來眾說紛紜，在古時有、等寫法。

## 交通

### 鐵道
- 雜司谷站（東京地下鐵副都心線）
- 鬼子母神前站（都電荒川線）

### 巴士
- 鬼子母神前、高田一丁目（都營巴士）
  - 白61系統 - 往練馬車庫、往新宿站西口

### 道路
- 東京都道435號音羽池袋線（Green大通）
- 東京都道8號千代田練馬田無線（目白通）
- 東京都道305號芝新宿王子線（明治通）

## 設施

### 雜司谷一丁目
- 區民集會室
- 雜司谷保育園
- 豐島區立高南保育園
- 雜司谷幼稚園
- 日本女子大學宿舍
  - 梅花寮
- 豐島區立雜司谷舊宣教師館（東京都指定有形文化財）
- 家之光協會（日语：家の光協会）研修中心
- 本淨寺 - 日蓮宗。
- 圓常寺 - 法華宗系單立（日语：単立）寺院。

### 雜司谷二丁目
- 雜司谷郵便局
- 天理教分教會眞武
- 東京地下鐵副都心線雜司谷站
- 東京都電車（都電）荒川線鬼子母神前停留場

### 雜司谷三丁目
- 千登世橋教育文化中心
  - 雜司谷體育館
  - 雜司谷地域文化創造館
  - 雜司谷圖書借閱櫃台
- 本納寺
- 大鳥神社
- 鬼子母神診療所
- 法明寺鬼子母神堂（日语：法明寺 (豊島区)） - 法明寺本堂位於南池袋
- 東京音樂大學100周年紀念廳 - 大學本館位於南池袋

## 備註
1. ↑  住民基本台帳による年齢別人口（平成26年7月1日現在） 的存檔，存档日期2014-12-08.

## 外部連結
- 豐島區官方網站 （页面存档备份，存于）
- 東京都豐島區町會連合會
- 雜司谷周邊
- 雜司谷 Pick Up （页面存档备份，存于）